# Lac Aylmer (Appalaches)
Pour les articles homonymes, voir Aylmer.
Le lac Aylmer est un plan d'eau douce à cheval entre les municipalités régionales de comté (MRC) des Appalaches (Chaudière-Appalaches), du Granit et du Haut-Saint-François (Estrie), au Québec, au Canada.

## Géographie
Les bassins versants voisins du lac Aylmer sont :
- côté nord : Rivière Bécancour ;
- côté est : Grand lac Saint-François ;
- côté sud : Rivière Saint-François, Rivière au Saumon et Rivière Rouge (rivière au Saumon) ;
- côté ouest : Lac Nicolet et la Rivière Nicolet.

Le lac Aylmer s'étend entre les municipalités de Stratford, de Disraeli (ville), de Disraeli (paroisse), de Beaulac-Garthby et de Weedon. Ce plan d'eau est formé tout en longueur (dans le sens nord-sud) par un élargissement majeur de la rivière Saint-François. Le lac comporte une longueur de 20,8 km et une largeur maximale de 0,7 km vis-à-vis le Camp-Comfort (rive ouest).
Ce lac comporte plusieurs baies : Bullfrog (au sud), des Sables (au sud), Lafrance (à l'ouest), Ward (à l'ouest), Moose (au nord). Le lac Aylmer est alimenté par plusieurs ruisseaux et rivières :
- côté nord : rivière Coleraine ;
- côté ouest : ruisseaux Martineau, Gagné, et Landry ; Rivière Coulombe et Rivière Moose (Québec) ; cours d'eau Bourgeault et de la Longue Pointe ;
- côté est : rivières Bernier et Bisby ; ruisseaux du Troisième, Jackman et des Aulnes ; cours d'eau Labonté[1].

Aménagé en 1953, le barrage hydroélectrique d'Aylmer à forte contenance est situé à l'embouchure du lac (côté sud-ouest). De type "Béton-gravité", le barrage a une hauteur de 8,9 m, une hauteur de retenue de 6,5 m et une longueur de 103,1 m. La superficie du bassin versant est de 1 712 km2 et la superficie du réservoir est de 3 331,5 ha Le barrage en amont est celui de Jules-Allard ; en aval, il y a le barrage de Weedon à 12,6km et le barrage Westbury à 41,1 km. Ce barrage est la propriété du Centre d'expertise hydrique du Québec.
L'émissaire du lac Aylmer est la rivière Saint-François laquelle coule sur 2,4 km vers le sud-ouest jusqu'au lac Louise (altitude : 242 m) que le courant traverse sur 3,5 km. Ce lac reçoit du côté ouest les eaux de la rivière au Canard. Puis la rivière poursuit son cours en passant à Weedon, East Angus, Ascot Corner, Fleurimont, Gaulin et Lennoxville. Puis remonte vers le nord-ouest en traversant Sherbrooke pour aller se déverser dans le lac Saint-Pierre.

## Toponymie
Les toponymes "Lac Aylmer" et "Mont Aylmer" (situé à l'est du Lac Elgin) ont le même origine.
L'appellation du lac évoque la mémoire de Matthew Whitworth-Aylmer, 5e baron Aylmer (1775-1850), gouverneur en chef du Canada de 1831 à 1835. Le toponyme "Lac Aylmer" figure en 1849 dans le relevé du canton de Stratford effectué par l'arpenteur A. Wells.
Les Abénaquis désignent ce lac sous l'appellation de Maskikôgamak, signifiant "lac des foins".
Le toponyme lac Aylmer a été officialisé le 5 décembre 1968 à la Banque des noms de lieux de la Commission de toponymie du Québec.